# Aldo Ino Ilešič

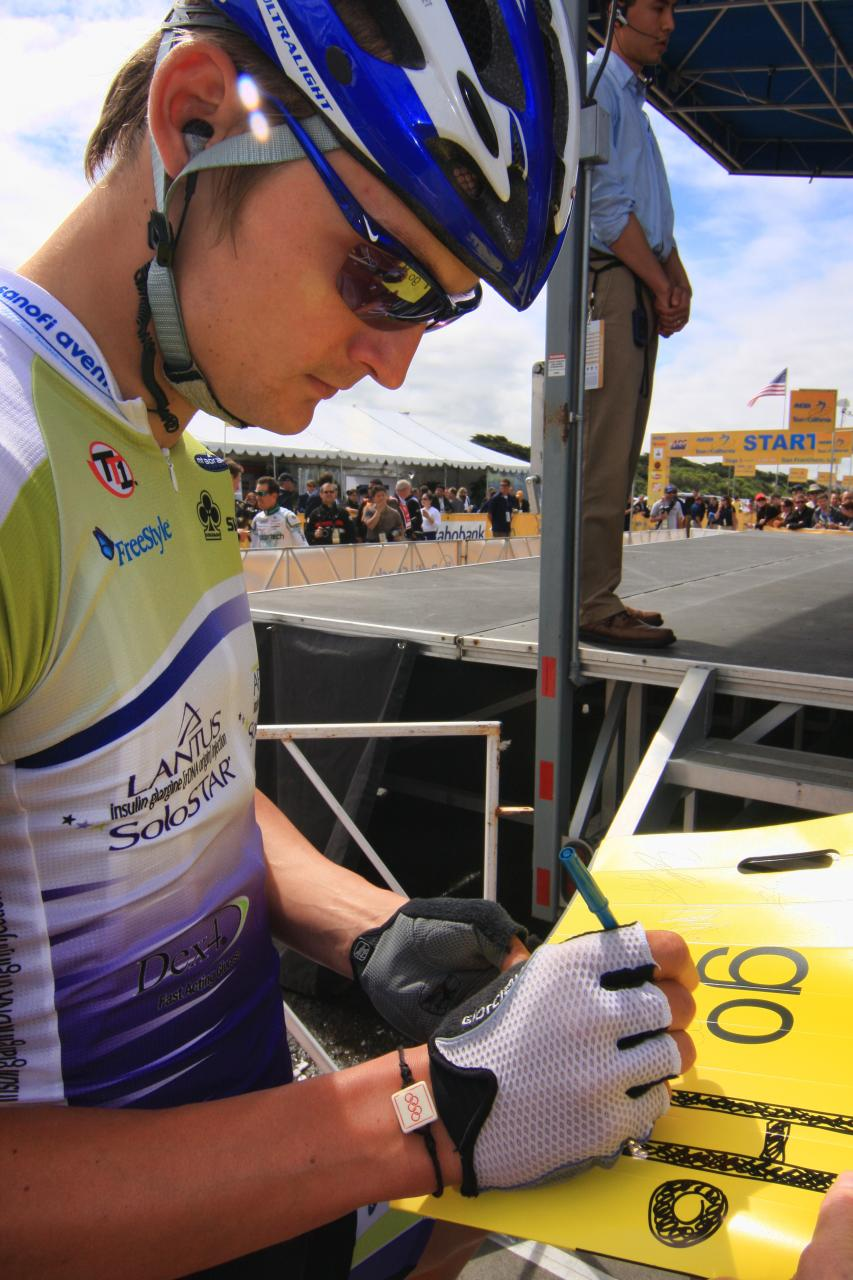
Aldo Ino Ilešič

Aldo Ino Ilešič (* 1. September 1984) ist ein ehemaliger slowenischer Radrennfahrer.

## Sportlicher Werdegang
Aldo Ino Ilešič begann seine Karriere 2004 bei dem slowenischen Radsport-Team Continental Team Perutnina Ptuj, nachdem er 2003 eine Etappe bei der Slowenien-Rundfahrt gewann. In seinem ersten Jahr bei Perutnina Ptuj konnte er eine Etappe bei der Olympia’s Tour für sich entscheiden. 2005 und 2006 wurde Ilesic Vierter und Fünfter bei der Poreč Trophy. Außerdem gewann er 2006 eine Etappe beim Course de la Solidarité Olympique.
Nachdem er in der Saison 2007 keine nennenswerten Siege einfahren konnte, wechselte er 2008 für eine Saison zum Team Sava. Dort konnte der Sprinter einige kleinere Rennen für sich entscheiden. Zur Saison 2009 unterschrieb er einen Vertrag bei dem US-amerikanischen Team Type 1. Vor allem kleinere Rennen konnte er für dieses Team gewinnen. Seinen größten Sieg feierte er 2012, als er eine Etappe bei der Tour of China für sich entscheiden konnte.
2013 wechselte er zu dem Professional Continental Team UnitedHealthcare, konnte dort in zwei Jahren aber nur ein Rennen gewinnen. Zur Saison 2015 wurde sein Vertrag nicht verlängert und Ilešič ging zurück nach Europa zum Österreichischen Team Vorarlberg.
Im Mai 2015 trat Ilešič als Radrennfahrer zurück.

## Erfolge
2003
- eine Etappe Slowenien-Rundfahrt

2004
- eine Etappe Olympia’s Tour

2006
- eine Etappe Course de la Solidarité Olympique

2008
- Poreč Trophy
- Beograd-Banja Luka I

2010
- drei Etappen Tour du Maroc
- eine Etappe Vuelta Mexico
- zwei Etappen Tour do Rio

2012
- eine Etappe Tour of Qinghai Lake
- eine Etappe Tour do Rio
- eine Etappe Tour of China I

## Teams
- 2004 Perutnina Ptuj
- 2005 Perutnina Ptuj
- 2006 Perutnina Ptuj
- 2007 Perutnina Ptuj
- 2008 Sava
- 2009 Team Type 1
- 2010 Team Type 1
- 2011 Team Type 1-Sanofi
- 2012 Team Type 1-Sanofi
- 2013 UnitedHealthcare Pro Cycling Team
- 2014 UnitedHealthcare Professional Cycling Team
- 2015 Team Vorarlberg